# 介孝璹
介孝璹，字長褐，山西承宣布政使司平陽府解州（今山西省運城市）人，清朝政治人物。
介松年之子。顺治八年，乡试中举。康熙三年（1664年），登进士，授中書，后历任兵部武庫司主事、提督江南蘆政，任内去世。